# BW Open
Il BW Open è un torneo professionistico maschile di tennis giocato sul cemento indoor che fa parte dell'ATP Challenger Tour. Inaugurato nel 2023 a Ottignies-Louvain-la-Neuve, città belga del Brabante Vallone (Brabant Wallon), il torneo fa parte della categoria Challenger 125. Si svolge nell'impianto del Centre Sportif de Blocry che accoglie al suo interno sia il campo centrale che il campo uno, mentre i campi d'allenamento sono ubicati nel vicino impianto della Justin Henin Foundation. L'edizione 2025 non si è disputata per via di mancate risorse finanziarie, pubbliche e private.

## Albo d'oro

### Singolare
| Anno | Campione      | Finalista     | Punteggio     |
| ---- | ------------- | ------------- | ------------- |
| 2025 | Non disputato | Non disputato | Non disputato |
| 2024 | Leandro Riedi | Borna Ćorić   | 7–5, 6–2      |
| 2023 | David Goffin  | Mikael Ymer   | 6–4, 6–1      |

### Doppio
| Anno | Campioni                                | Finalisti                  | Punteggio     |
| ---- | --------------------------------------- | -------------------------- | ------------- |
| 2025 | Non disputato                           | Non disputato              | Non disputato |
| 2024 | Luke Johnson Skander Mansouri           | Sander Arends Sem Verbeek  | 7–5, 6–3      |
| 2023 | Romain Arneodo Tristan-Samuel Weissborn | Roman Jebavý Adam Pavlásek | 6–4, 6–3      |